# Camilla Henemark
Camilla Henemark (* 23. Oktober 1964 in Stockholm, Künstlername La Camilla) ist eine schwedische Sängerin, Schauspielerin und ehemaliges Model.

## Leben
Henemark wurde als Tochter einer schwedischen Mutter und eines nigerianischen Vaters in Stockholm geboren. Schon im Kindesalter begann sie ihre Modelkarriere. Als 'Katanga' bildete sie ab 1985 neben mit Jean-Pierre Barda (er unter dem Namen 'Farouk') den Performance Support für Alexander Bard Projekt "Barbie". Aus diesem Projekt sollte sich 1987 die Pop-Gruppe Army of Lovers entwickeln, zu deren prägendes Gesicht La Camilla wurde.
Nach zwei Alben verließ sie Ende 1991 im Streit die Band. Laut ihren Bandkollegen geschah dies aufgrund ihres exzessivem Alkohol- und Drogenkonsums, sie hielt dagegen, dass vor allem Alexander Bard es nicht ertragen konnte, nicht im Mittelpunkt der Presse zu stehen. Ihre Nachfolgerin wurde Michaela de la Cour. In der Folgezeit versuchte sie sich als Solokünstlerin, konnte jedoch nur mit der 1992 veröffentlichten Single Everytime You Lie einen kleinen Charteintritt in Schweden verbuchen. Aufgrund des ausbleibenden Erfolges wurde ihr Soloalbum 'Temper' nicht veröffentlich. Erst zur Veröffentlichung ihres Buches Den motvillige monarken (dt. Der widerwillige Monarch, Heel, Königswinter 2011) wurde das Album letztendlich veröffentlicht. 
Vor der Veröffentlichung zum ersten Best-Of von Army of Lovers 1995 überredete Dominika Peczynski die Band, sich mit La Camilla auszusöhnen und sie kehrte zu Army of Lovers zurück. La Camilla blieb Bestandteil der Band bis 2012. Nach Teilnahme am Melodifestivalen 2013, des schwedischen Vorentscheids zum Eurovision Song Contest, bei welchem Army of Lovers den 06. Platz erreichen konnten, wurde sie wenige Tage später aus der Band geworfen. 

## Privatleben
Henemark heiratete den Filmregisseur Anders Skog, ist aber inzwischen wieder von ihm geschieden. Neben der Popmusik wurde sie auch über das Fernsehen und Kino bekannt. Sie ist eine aktive Unterstützerin der schwedischen Sozialdemokratischen Partei und eine gute Freundin von Johan Renck, auch bekannt unter dem Namen Stakka Bo.
In seinem Buch Den motvillige monarken (dt. Der widerwillige Monarch, Heel, Königswinter 2011) behauptete der schwedische Autor Thomas Sjöberg, dass Henemark in den späten 1990er Jahren eine Liebesaffäre mit König Carl XVI. Gustaf von Schweden gehabt habe. In verschiedenen öffentlichen Äußerungen hat Henemark daraufhin diese Behauptung bestätigt; das schwedische Königshaus hat den Gerüchten offiziell nicht widersprochen.

## Diskografie
Album
- 1997: Temper

Singles
- 1992: Everytime You Lie
- 1993: Give Me Your Love (Je t’aime) (Steve Blame feat. La Camilla)
- 1996: The Witch in Me
- 1996: I’m Not in the Mood for Lovers
- 1999: Russians Are Coming (Danko vs. La Camilla)
- 2010: David and Goliath (The Neverland Project feat. La Camilla)
- 2011: Don’t Try to Steal My Limelight (Miss Inga feat. La Camilla und Dominika Peczynski)

## Schauspielerin

### Film
- 1997: Eva & Adam – cameo
- 1998: Teater
- 2000: Sex, lögner & videovåld
- 2000: Livet är en schlager – cameo
- 2001: Jarrett (Encounters)

### Theater
- 1995: Fyra Friares Fiaskon
- 2001: White Christmas

### TV
- 1994: Sjunde Himlen (7th Heaven)
- 1997: Kenny Starfighter (mini series)
- 1997: Så ska det låta
- 2000: Vita Lögner (White Lies, one episode)
- 2003: Big Brother (Schwedische Version)

### Musikvideo
- 1992: Entombed – Strangers Aeons